# Luke Micallef
Luke Micallef (* 25. November 1989) ist ein maltesischer Leichtathlet, der im Mittel- und Langstreckenlauf an den Start geht.

## Sportliche Laufbahn
Erste Erfahrungen bei internationalen Meisterschaften sammelte Luke Micallef im Jahr 2019, als er bei den Spielen der kleinen Staaten von Europa (GSSE) in Bar in 32:59,30 min den sechsten Platz im 10.000-Meter-Lauf belegte und über 3000 m Hindernis mit 9:52,24 min auf Rang fünf gelangte. Bei den Crosslauf-Europameisterschaften 2022 in Turin wurde er nach 32:58 min 69. im Einzelrennen und im Jahr darauf gewann er bei den GSSE in Marsa in 9:16,73 min die Bronzemedaille im Hindernislauf hinter dem Andorraner Nahuel Carabaña und Gil Weicherding aus Luxemburg. Kurz darauf wurde er bei der 3. Liga der Team-Europameisterschaft im Rahmen der Europaspiele in Chorzów in 9:11,87 min Fünfter, ehe er bei den Balkan-Meisterschaften in Kraljevo in 14:38,66 min den fünften Platz im 5000-Meter-Lauf belegte und im Hindernislauf mit 9:13,07 min auf Rang sieben gelangte. Im Oktober wurde er bei den Straßenlauf-Weltmeisterschaften in Riga nach 1:06:55 h 74. im Halbmarathon, ehe er bei den Crosslauf-Europameisterschaften in Brüssel nach 34:12 min auf dem 72. Platz einlief. Bei den Crosslauf-Europameisterschaften 2024 in Antalya landete er nach 24:25 min auf dem 72. Platz im Einzelrennen. Bei den erstmals ausgetragenen Straßenlauf-Europameisterschaften 2025 in Löwen wurde er in 30:34 min 62. im 10-km-Straßenlauf.
In den Jahren von 2018 bis 2020 sowie von 2022 bis 2024 wurde Micallef maltesischer Meister im 3000-Meter-Hindernislauf sowie 2023 auch über 1500 und 2023 und 2024 über 3000 Meter.

## Persönliche Bestleistungen
- 1500 Meter: 3:59,91 min, 25. Juni 2022 in Marsa
- 3000 Meter: 8:23,61 min, 29. Juni 2024 in Marsa
- 5000 Meter: 14:21,71 min, 25. Mai 2024 in Brüssel
- 10.000 Meter: 30:31,39 min, 20. Mai 2023 in London
- 10-km-Straßenlauf: 29:26 min, 12. Januar 2025 in Bologna (maltesischer Rekord)
- Halbmarathon: 1:06:02 h, 24. November 2024 in Mailand
- 3000 m Hindernis: 9:00,12 min, 26. Mai 2024 in Brüssel (maltesischer Rekord)